# Mentre dormies
Mentre dormies (títol original en anglès, While You Were Sleeping) és una comèdia romàntica de 1995 dirigida per Jon Turteltaub i protagonitzada per Sandra Bullock.

## Argument
Lucy (Sandra Bullock) és una venedora de bitllets d'una estació de metro que viu sola, amb l'excepció del seu gat, i que no té a ningú amb qui passar les festes de Nadal. Malgrat tot, Lucy té un somni: casar-se amb l'elegant i guapo executiu que veu passar tots els dies. L'oportunitat de canviar aquesta inèrcia quotidiana li arriba quan, un dia, ell (Peter Gallagher) cau a la via del tren i el salva de la mort. A partir d'aquest moment, serà confosa per la seva família amb la seva promesa i, mentre ell està inconscient a l'hospital, s'enamorarà del seu germà, Jack (Bill Pullman).

## Repartiment
| Intèrpret       | Personatge            | Veu en català       |
| --------------- | --------------------- | ------------------- |
| Sandra Bullock  | Lucy Eleanor Moderatz | Alba Sola           |
| Bill Pullman    | Jack Callaghan        | Joan Carles Gustems |
| Peter Gallagher | Peter Callaghan       | Juan Antonio Bernal |
| Peter Boyle     | Ox Callaghan          | Josep Maria Ullod   |
| Micole Mercurio | Midge Callaghan       | Marta Padovan       |
| Jack Warden     | Saul                  | Antonio Crespo      |
| Glynis Johns    | Elsie                 | Marta Martorell     |
| Jason Bernard   | Jerry Wallace         | José Antequera      |
| Michael Rispoli | Joe 'Joey' Fusco Jr.  | Eduard Itchart      |
| Ally Walker     | Ashley Bartlett Bacon | Victòria Pagès      |
| Monica Keena    | Mary Callaghan        | Núria Trifol        |

## Premis
Globus d'Or
- Nominada per:
  - Millor Actriu per Sandra Bullock.[5]